# 사일런트 아이
사일런트 아이(영어: Silent Eye)는 대한민국의 록 밴드이다.

## 구성원
- 손준호 - 기타
- 정시혁 - 보컬
- 김용원 - 베이스
- 장혜선 - 키보드
- 정의석 - 드럼 (2011년 ~ )

### 이전 구성원
- 조성아 - 보컬 (2003년)
- 서준희 - 보컬
- 정용훈
- 이헌엽
- 장성태
- 한혁
- 김현모 H.J.Freaks(https://www.youtube.com/user/hjfreaks)
- 진영
- 이충훈

## 음반

### 정규 앨범
- 2001년 - Buried Soul In The Castle Wall
- 2006년 - Hell Hound

### EP 앨범
- 2003년 - Silent Eye
- 2010년 - Into The Nightmare

### 싱글
- 2011년 12월 6일 - CROSSROADS OF DEATH

### 헌정 앨범
- D-War：Legend of Dragon - 06. The Predictors (Theme of Atrox)